# Восточное (Тайыншинский район)
Восточное (каз. Восточное) — упразднённое село в Тайыншинском районе Северо-Казахстанской области Казахстана. Входило в состав Кировского сельского округа. 
Исключено из учётных данных в 2024 году.
Находится примерно в 43 км к северо-востоку от города Тайынша, административного центра района. Код КАТО — 596059300.

## Население
В 1999 году численность населения села составляла 191 человека (100 мужчин и 91 женщина). По данным переписи 2009 года, в селе проживал 110 человек (58 мужчин и 52 женщины).